# Chloraea densipapillosa
Chloraea densipapillosa är en orkidéart som beskrevs av Charles Schweinfurth. Chloraea densipapillosa ingår i släktet Chloraea och familjen orkidéer. Inga underarter finns listade i Catalogue of Life.